# Kassitenzeit
Als Kassitenzeit (auch mittelbabylonische Zeit) wird ein vier Jahrhunderte umfassender Zeitraum in der altorientalischen Geschichte bezeichnet, der im Wesentlichen der Spätbronzezeit in jener Region entspricht. Sie schließt sich an ein „dunkles Jahrhundert“ nach der Eroberung Babylons durch den Hethiterkönig Muršili I. 1595 v. Chr. an und endet in einem allgemeinen Zusammenbruch im 12. Jahrhundert v. Chr. Der Begriff wird vor allem für den südlichen Teil Mesopotamiens verwendet; für das nördliche Mesopotamien spricht man von der mittelassyrischen Zeit.

## Geschichtliche Entwicklung
Nach dem Ende der 1. Dynastie von Babylon sind aus Babylonien für rund 170 Jahre kaum historische Quellen verfügbar. Bekannt ist jedoch insbesondere aus der Königsliste A und der synchronen Chronik, dass diese Zeit von heftigen Kämpfen um die Vorherrschaft in Südmesopotamien geprägt war. Dabei setzten sich die Kassiten, ein ehemals nomadisch lebendes Volk, das mit der ansässigen Bevölkerung koexistierte, zunehmend durch. König Ulam-buriaš gelang ein Sieg über die Meerlanddynastie, womit die Kassiten ihre Vorherrschaft endgültig sicherten.
Unter ihnen wurden alte Traditionen fortgeführt. Insbesondere verwendeten sie die aus altbabylonischer Zeit bekannte Herrschertitulatur sowie die Akkadische Sprache, so dass ihre eigene Sprache kaum bekannt ist. Die politische Einigung Babyloniens, das nun Karduniaš genannt wurde, ermöglichte dessen ökonomischen Aufstieg. Am Ende des 15. Jahrhunderts v. Chr. trat Babylonien dann als international bedeutender Staat auf. Insbesondere die Herrscher Kara-indaš und Kuri-galzu I. korrespondierten mit den Pharaonen Amenophis II. und Thutmosis IV. Als neue Hauptstadt wurde Dur-Kurigalzu gegründet.
In der Folgezeit kam es zu langandauernden Rivalitäten mit dem nördlichen Nachbarn Assyrien. Mit Aššur-bel-nišešu wurde der Tigris als gemeinsame Grenze vertraglich festgelegt. Ab Aššur-uballiṭ I. verfolgte Assyrien jedoch eine zunehmend expansive Politik. Es kam zu großen Schlachten bei Sugaga am Tigris sowie bei Kilizu, in denen die Assyrer jeweils unterlagen. Die Lage entspannte sich erst wieder, als beide Länder mit eigenen Problemen zu kämpfen hatten: Babylonien mit Kriegen gegen Elamer und Aramäer; Assyrien mit Kämpfen gegen die sog. Bergländer, Katmuḫḫu und Nomaden. Ab dem frühen 13. Jahrhundert v. Chr. gewann Assyrien zunehmend die Oberhand, bis Tukulti-Ninurta I. schließlich Babylon eroberte. Durch Enlil-nādin-šumi kam erneut eine kassitische Dynastie an die Macht, die mit einer Invasion durch Šutruk-Naḫḫunte II. ihr endgültiges Ende fand und an die sich die Isin-II-Zeit anschloss.

## Archäologie
Die materielle Kultur der Kassitenzeit ist durch archäologische Funde aus zahlreichen Ausgrabungen dokumentiert. Spezifisch kassitische Formen sind dennoch kaum bekannt. Wichtigste Fundorte für diese Epoche sind Aqarquf, Tell Abū Ḥabbah, Nuffar, Išān Bahrīyāt, Telloh, Tell el-Hiba, Tell el-Muqejjir, Tell Zubeidi, Tell Imlihiye sowie Tall al-Uhaymir.

### Architektur

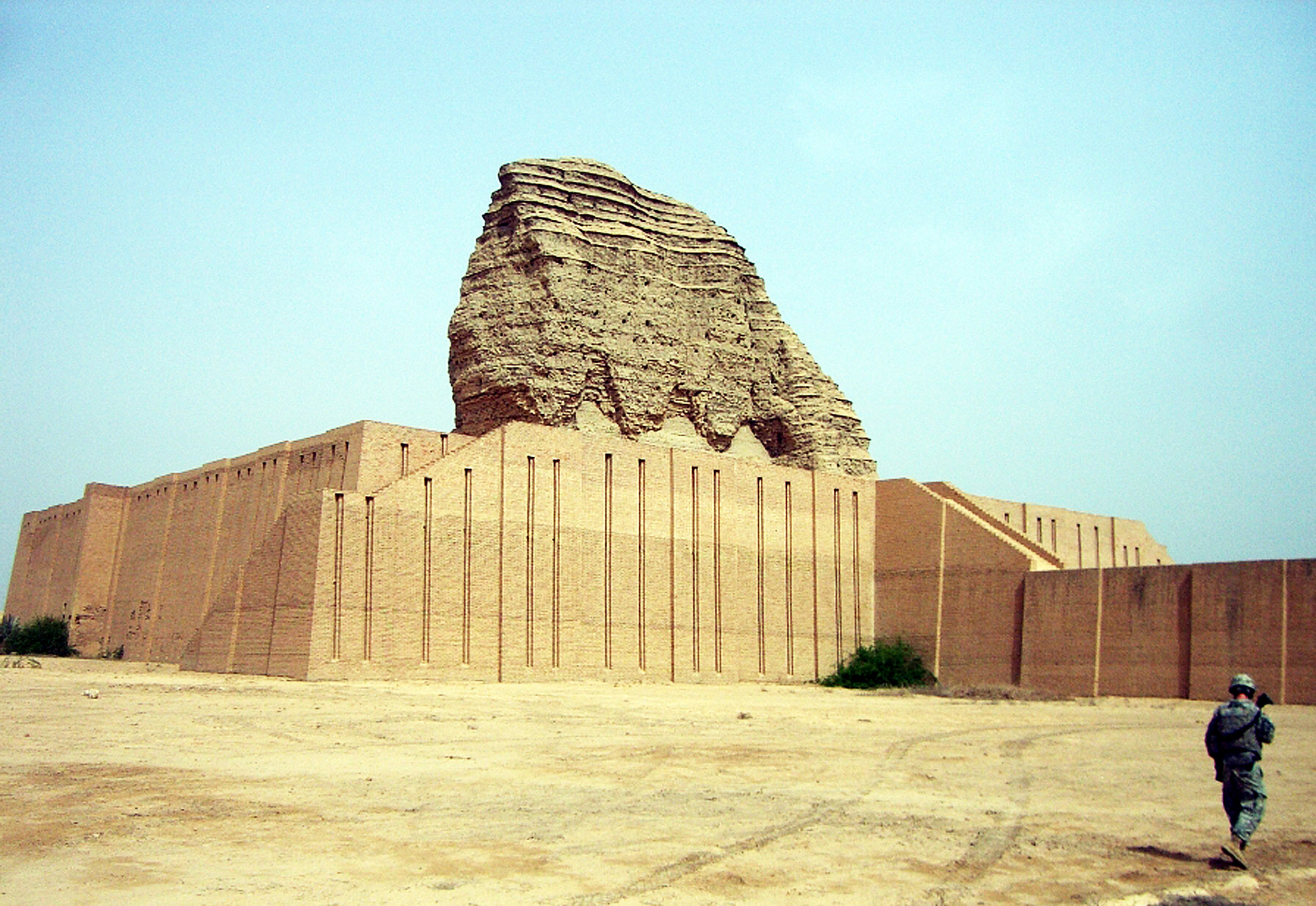
Zikkurat von Aqarquf

Wohnhäuser dieser Epoche wurden vor allem in Tell el-Muqejjir (Ur) freigelegt. Insgesamt hat sich dabei gegenüber der vorausgehenden Epoche wenig verändert. Bedeutende Bauwerke sind der Palast von Aqarquf sowie der dortige Tempelkomplex. Bekannt ist außerdem der von Kara-indaš in Uruk (Warka) errichtete Inanna-Tempel, dessen Fassade im Vorderasiatischen Museum in Berlin ausgestellt ist.

### Kunsthandwerk
Als neue Gattung des Kunsthandwerks treten Kudurrus auf. Sie wurden wegen ihrer Inschriften lange Zeit als Grenzsteine bezeichnet, waren jedoch Urkunden über Landschenkungen. Vermutlich handelte es sich um besonders kunstvoll ausgestaltete Kopien von ursprünglich auf Tontafeln festgehaltenen keilschriftrechtlichen Dokumenten, die in Tempeln aufgestellt wurden. 

### Glyptik
In der Glyptik traten einige Neuerungen auf. So sind in kassitischer Zeit insgesamt vier stilistische Gruppen von Siegeln unterscheidbar. Besonders in der frühen mittelbabylonischen Zeit werden Formen der altbabylonischen Zeit weiter benutzt, jedoch vereinfacht. Später treten dann vermehrt Siegel mit Darstellungen von Tieren und Pflanzen auf, die auch stark vereinfacht vorkommen. Schließlich wurden so genannte „pseudo-kassitische“ Siegel verwendet, die aus Fritte gefertigt waren und ebenfalls vereinfachte altbabylonische Motive zeigten. Neben Rollsiegeln waren dabei auch Siegelringe in Gebrauch.

## Wirtschaft
Das Reich war, bei auf einige eng umgrenzte Gebiete, weniger urban als seine Vorgänger und eher dörflich strukturiert. Dies hatte auch einen Einfluss auf die Wirtschaftsweise. Im Umfeld der urbanen Zentren blieben große landwirtschaftliche und von Sklaven bearbeitete Güter bestehen. Im Umfeld der Dörfer wurden kleinere Einheiten von einzelnen Haushalten bearbeitet. Die kassitischen Herrscher bemühten sich um Zugriff auf untergenutzte Gebiete, die sie dann als große Güter an Beamte und andere Akteure im königlichen Dienst verpachteten.